# غلوفر إتش. كاري
غلوفر إتش. كاري هو محامي وسياسي أمريكي، ولد في 1 مايو 1885 في كالهون في الولايات المتحدة، وتوفي في 5 ديسمبر 1936 في سينسيناتي في الولايات المتحدة. نشط حزبياً في الحزب الديمقراطي. وقد انتخب عضو مجلس النواب الأمريكي ‏.